# Gotthard Söderbergh

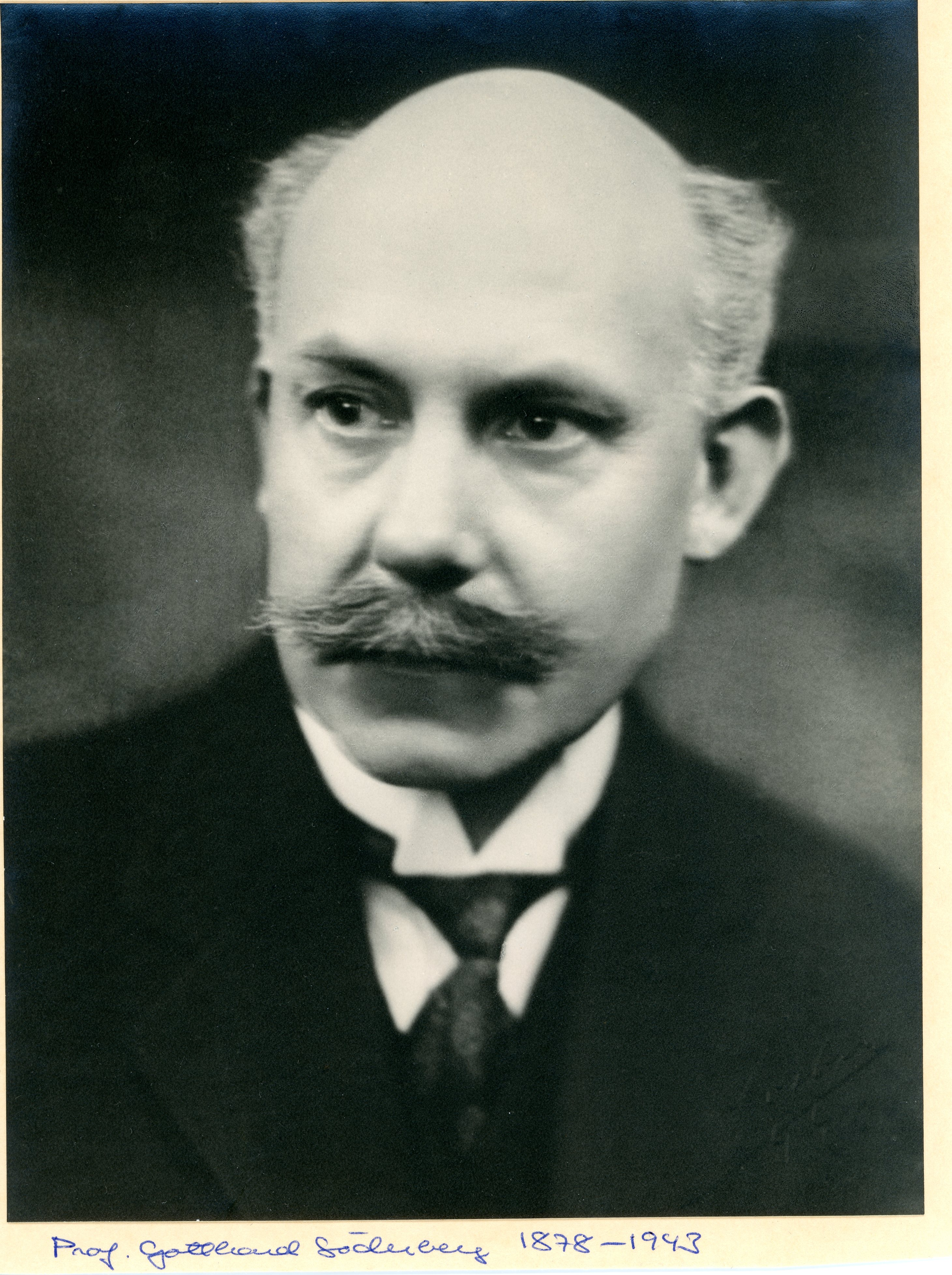
Portrait Professor Gotthard Söderberg

Gotthard Axel Fritiof Söderbergh, född den 2 juli 1878 i Stockholm, död den 13 maj 1943, var en svensk neurolog. Han var far till Gunnar och Torgny Säve-Söderbergh och Per Säve-Söderbergh. Gift med Inga Säve (1877–1956).
Söderbergh blev medicine licentiat 1906 och medicine doktor 1915. Han blev lasarettsläkare i Falun 1909, i Karlstad 1911 samt överläkare och styresman vid Allmänna och Sahlgrenska sjukhuset 1923. Söderbergh tillerkändes professors namn 1938. Makarna Söderbergh är begravda på Uppsala gamla kyrkogård.